# Lavandeira (Carrazeda de Ansiães)
Lavandeira é uma povoação portuguesa do Município de Carrazeda de Ansiães que foi sede da extinta Freguesia de Lavandeira, freguesia que tinha 14,01 km² de área e 162 habitantes (2011), e, por isso, uma densidade populacional de 11,6 hab./km².
A Freguesia de Lavandeira foi extinta em 2013, no âmbito de uma reforma administrativa nacional, tendo sido agregada às freguesias de Beira Grande e Selores, para formar uma nova freguesia denominada União das Freguesias de Lavandeira, Beira Grande e Selores da qual é a sede.

## População
| População da freguesia de Lavandeira | População da freguesia de Lavandeira | População da freguesia de Lavandeira | População da freguesia de Lavandeira | População da freguesia de Lavandeira | População da freguesia de Lavandeira | População da freguesia de Lavandeira | População da freguesia de Lavandeira | População da freguesia de Lavandeira | População da freguesia de Lavandeira | População da freguesia de Lavandeira | População da freguesia de Lavandeira | População da freguesia de Lavandeira | População da freguesia de Lavandeira | População da freguesia de Lavandeira |
| ------------------------------------ | ------------------------------------ | ------------------------------------ | ------------------------------------ | ------------------------------------ | ------------------------------------ | ------------------------------------ | ------------------------------------ | ------------------------------------ | ------------------------------------ | ------------------------------------ | ------------------------------------ | ------------------------------------ | ------------------------------------ | ------------------------------------ |
| 1864                                 | 1878                                 | 1890                                 | 1900                                 | 1911                                 | 1920                                 | 1930                                 | 1940                                 | 1950                                 | 1960                                 | 1970                                 | 1981                                 | 1991                                 | 2001                                 | 2011                                 |
| 330                                  | 382                                  | 409                                  | 400                                  | 401                                  | 352                                  | 408                                  | 437                                  | 495                                  | 504                                  | 390                                  | 436                                  | 346                                  | 184                                  | 162                                  |

## Património
- Pelourinho de Ansiães
- Igreja de Santa Eufémia de Lavandeira ou Igreja Paroquial de Lavandeira - Imóvel de interesse público
- Igreja de São salvador intra muros (Ansiães)